# Beaumetz-lès-Cambrai
 Beaumetz-lès-Cambrai  es una población y comuna francesa, situada en la región de Norte-Paso de Calais, departamento de Paso de Calais, en el distrito de Arras y cantón de Bertincourt.

## Demografía
| 582 | 566 | 536 | 482 | 516 | 541 |
| Para los censos de 1962 a 1999 la población legal corresponde a la población sin duplicidades (Fuente: INSEE [Consultar]) |     |     |     |     |     |